# Demonlover
Demonlover es una película francesa dirigida por Olivier Assayas en 2002, y protagonizada por Gina Gershon, Connie Nielsen, Chloë Sevigny, Charles Berling, Dominique Reymond y Jean-Baptiste Malartre. 
Un joven director francés dirige esta producción europea protagonizada por la danesa Connie Nielsen (Gladiator). La cinta participó en la selección oficial del Festival de Cannes de 2002 y fue galardonada con el Premio de la Crítica en el Festival de Sitges de 2002.

## Sinopsis
Con casi treinta años, Diane trabaja en una multinacional dirigida por Henri-Pierre Volf que está diversificando sus actividades y negocia la adquisición de Tokyo Anime, una empresa japonesa que trabaja un nuevo tipo de manga en tres dimensiones que puede destrozar a la competencia en un mercado especialmente sabroso. Mientras, dos compañías se disputan los derechos de distribución de estas producciones: Mangatronics y Demonlover. La primera contrata a Diane como espía industrial para que torpedee desde dentro a Demonlover, lo que le permitirá descubrir sucias conexiones con diversas webs de contenido violento y pornográfico. Pero Demonlover también tiene sus espías, y Diane acabará tan confundida que no podrá discernir entre la realidad y la ficción. Olivier Assayas (Alice y Martin).